# 卞玉京
卞玉京，本名卞賽，又名賽賽，後自號玉京道人，習稱玉京，明末清初歌妓，明末“秦淮八艳”之一。

## 生平
出身於秦淮官宦之家，因父早亡，姐妹二人淪落為歌妓。卞玉京精詩琴，畫藝嫺熟，尤善畫蘭。江南盛傳：“酒壚尋卞賽，花底出陳圓”。
崇禎四年（1631年）春天，卞玉京與著名詩人吳偉業有過一段姻緣，感情深重。後來崇禎帝的國舅田弘遇在金陵選妃，看中陳圓圓與卞玉京，此事遂無疾而終。二年後，卞賽嫁一王侯，因不得意，遂將侍女柔柔進奉之，出家當女道士，依附於名醫鄭保禦，長齋繡佛，戒律甚嚴。崇禎末年，清兵南下，卞玉京見降清人士劫去王女獻清兵主帥多鐸，改道士衣冠，逃出虎口。
順治七年（1650年），卞玉京在錢謙益家看到了吳偉業的《琴河感舊》四首詩，知道吳偉業對她的思念。數月後二人在太倉相見，卞玉京為吳偉業操琴，吳偉業不勝感懷，寫了《聽女道士卞玉京彈琴歌》贈之，詩吟：“……昨夜城頭吹篳篥，教坊也被傳呼急。碧玉班中怕點留，樂營門外盧家泣。私更妝束出江邊，恰遇丹陽下諸船。剪就黃絁貪入道，攜來綠綺訴嬋娟……”之後兩人的感情就這樣無任何結果的消逝。
據說卞玉京後來隱居江蘇無錫惠山，十多年後病逝，葬於惠山柢陀庵錦樹林。詳情可以參考吳偉業另一首作品《過錦樹林玉京道人墓並序》。